# テンプルクーム
テンプルクーム（Templecombe）は、イングランドのサマセットの南部に存在する村。アバス・クーム（Abbas Combe）とテンプルクーム（Templecombe）の集落からなるアバス・テンプルクーム（Abbas and Templecombe）行政教区を形成する。2002年現在の人口は1510人。
アバス・クームの集落はドゥームズデイ・ブックに "Cumbe" の地名として記録されている。まれに Combe を「コンブ」と表記しているホームページや本があるが、原音に忠実にカナ表記すれば「クーム」である。
座標: 北緯51度0分0秒 西経2度24分54秒 / 北緯51.00000度 西経2.41500度